# 輕井澤
輕井澤（日语：／ Karuizawa，當地人則唸作「 Karuisawa」居多），日本地名，位於群馬縣及長野縣交界處海拔約1000公尺的高原。狭義的輕井澤是指長野縣內的輕井澤町及舊輕井澤地區，廣義則包含群馬縣吾妻郡長野原町內的北輕井澤地區。

## 歷史
江戶時代時，輕井澤是中山道上的一個宿場，其東側為中山道上著名的碓冰峠，因為翻越碓冰峠要花不少時間，所以往來的旅人往往會在輕井澤留宿休息後再出發，輕井澤也因此得以繁榮。在輕井澤宿（旧輕井澤）的附近還有沓掛宿（中輕井澤）、追分宿（信濃追分），合稱「淺間三宿」，是眺望淺間山勝景的寶地。

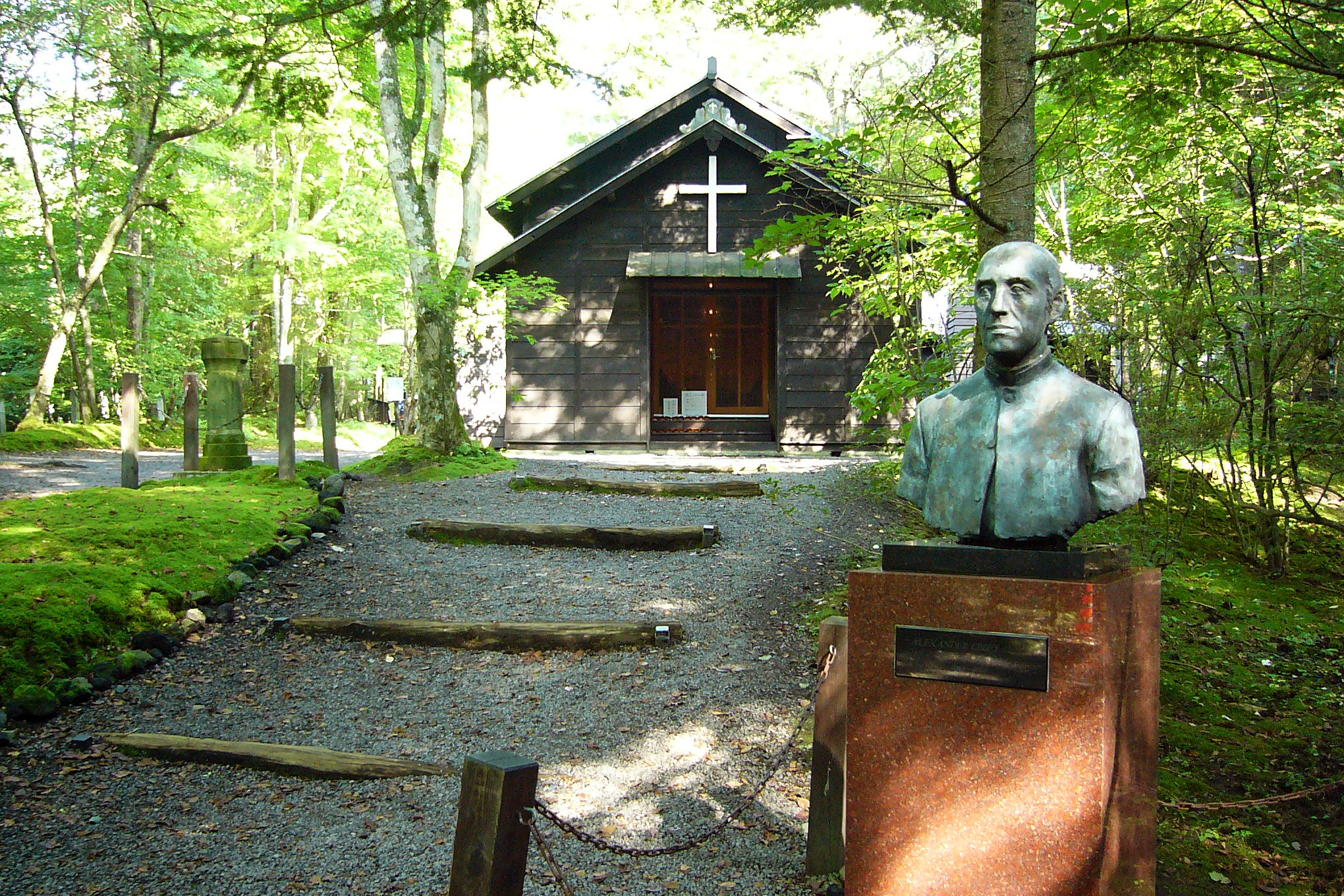
亞歷山大·克羅夫多·蕭紀念教堂與銅像

明治時代時，雖然輕井澤一度因宿場町的功能喪失而没落，但1886年夏天加拿大傳教士亞歷山大·克羅夫多·蕭來訪，覺得此地景色很有故鄉多倫多的味道，於是1888年時便在這裡興建了別墅，並向友人廣為宣傳，開啟了輕井澤作為避暑勝地的歷史新頁。同年，信越本線的長野段開通，設置輕井澤站。1893年翻越碓冰峠的鐵路繼之竣工，從此可直通東京，山明水秀的輕井澤遂拜交通便利之賜，很快地吸引了許多傳教士、知識份子、文化人的到訪，一躍而為知名的避暑勝地。
1918年西武鐵道率先進行計畫性開發，1945年東急電鐵也投入資本開拓，輕井澤更進一步進化為休閒、渡假勝地。

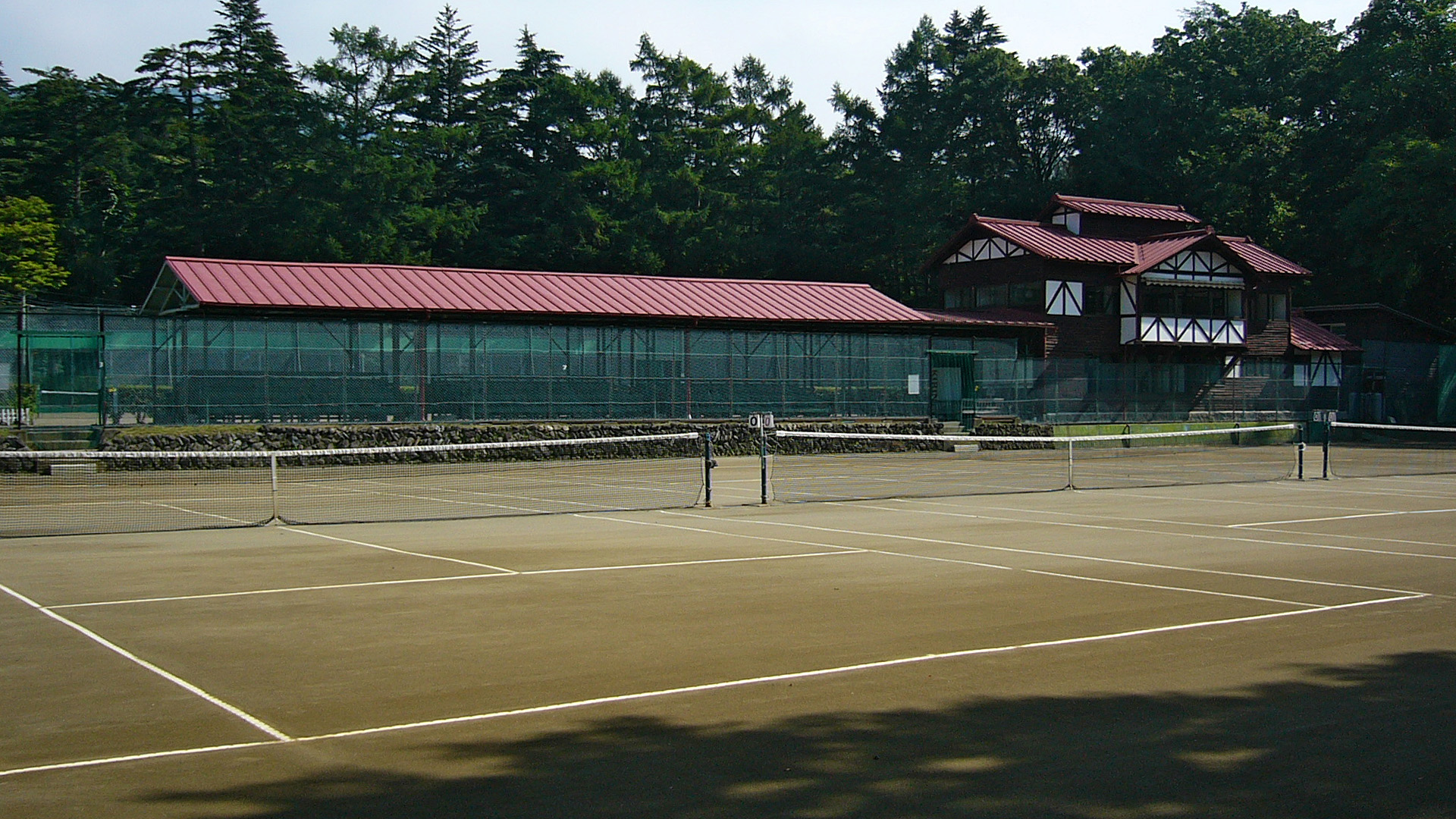
輕井澤會網球場

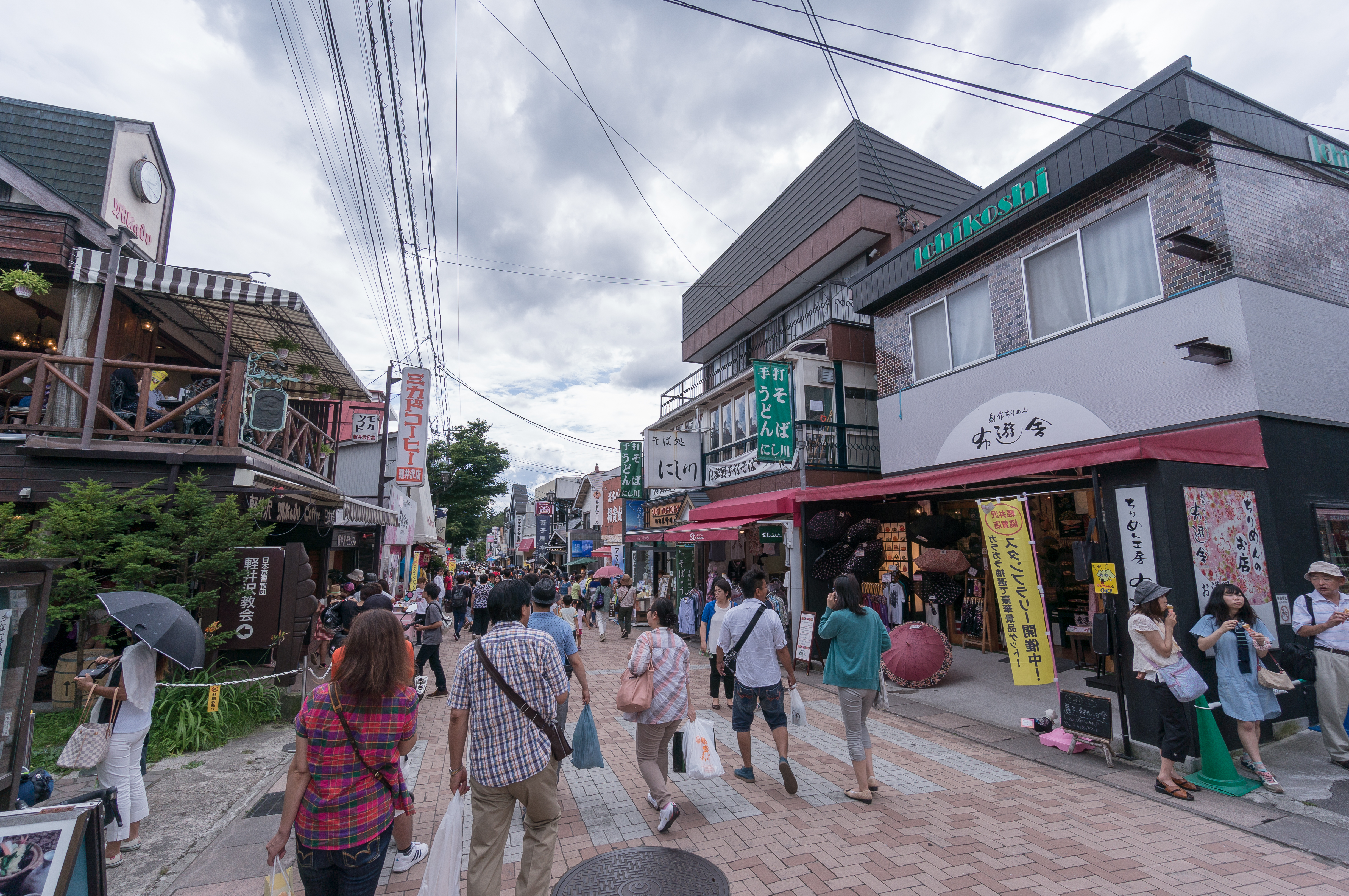
旧輕井澤

造訪輕井澤的名人中，披頭四成員之一的約翰·藍儂自1970年披頭四解散後到1980年去世為止，幾乎每年夏天都會偕同其妻小野洋子帶全家人至此長期渡假。另外上皇明仁與上皇后美智子當年（1958年）命運的邂逅正是在輕井澤（輕井澤會網球場）。
交通方面从东京乘坐北陆新干线大约1小时可抵达轻井澤站。

## 外部連結
- http://www.karuizawa.ne.jp/ （页面存档备份，存于）
- http://www.slow-style.com/ （页面存档备份，存于）